# Bel-Air (serie de televisión)
Bel-Air es una serie de televisión web de drama estadounidense desarrollada por Morgan Cooper, Malcolm Spellman, TJ Brady y Rasheed Newson. Es una versión reinventada de la comedia de situación The Fresh Prince of Bel-Air y está basada en el cortometraje de Cooper del mismo nombre. Está protagonizada por Jabari Banks, Adrian Holmes, Cassandra Freeman, Olly Sholotan, Coco Jones, Akira Akbar, Jimmy Akingbola, Jordan L. Jones y Simone Joy Jones. La serie se estrenó en Peacock el 13 de febrero de 2022. En Latinoamérica, la serie fue estrenada el 27 de abril de 2022, por Star+. En marzo de 2023, la serie fue renovada por una tercera temporada, que se estrenó el 15 de agosto de 2024. En diciembre de 2024, la serie fue renovada para una cuarta y última temporada.

## Premisa
La serie sigue el complicado viaje de Will Smith desde las calles del oeste de Filadelfia hasta las mansiones cerradas de Bel-Air.

## Reparto

### Principales
- Jabari Banks como Will Smith, un joven de 16 años del oeste de Filadelfia a quien su madre, Vy, envía a vivir con su tía y su tío en Bel-Air.
- Cassandra Freeman como Vivian Banks, tía de Will, esposa de Philip, madre de Hilary, Carlton y Ashley y hermana de Vy
- Jimmy Akingbola como Geoffrey Thompson, el gerente de la casa de Bankses, originario de Jamaica antes de mudarse a Londres cuando era niño.
- Olly Sholotan como Carlton Banks, el hijo del medio de Viv y Phil y el primo y adversario de Will que juega lacrosse.
- Coco Jones como Hilary Banks, una persona influyente en las redes sociales, excelente chef e hija mayor de Viv y Phil y la prima de Will.
- Akira Akbar como Ashley Banks, la hija menor de 12 años de Viv y Phil y la prima de Will.
- Simone Joy Jones como Lisa Wilkes, un posible interés amoroso de Will y ex de Carlton. Ella también está en el equipo de natación.
- Jordan L. Jones como Jazz, un taxista que Will conoció y con quien se unió cuando llegó a LAX. También es dueño de una tienda de discos y está enamorado de Hilary.
- Adrian Holmes como Philip Banks, tío abogado de Will, esposo de Viv y padre de Hilary, Carlton y Ashley.

### Secundarios
- April Parker Jones como Viola 'Vy' Smith, la madre de Will
- SteVonté Hart como Tray Melbert, el ex mejor amigo de Will en Filadelfia
- Tyler Barnhardt como Connor Satterfield, el mejor amigo de Carlton
- Joe Holt como Fred Wilkes, el padre de Lisa que es oficial de policía.
- Charlie Hall como Tyler Laramy, amigo de Will y compañero de equipo de baloncesto en la Academia Bel-Air.
- Jon Castores como Kylo
- Michael Ealy como Reed Broderick

### Estrellas invitadas
- Daphne Maxwell Reid como Janice, miembro de la junta del Art Council. Reid anteriormente fue la segunda actriz en interpretar a Vivian Banks en la serie original.
- Vernee Watson-Johnson como Helen, otra miembro de la junta del Art Council. Watson-Johnson interpretó previamente a Viola 'Vy' Smith en la serie original.
- Marlon Wayans como Lou, el padre de Will a quien pensó que abandonaría a su madre y a él. El personaje fue interpretado previamente por Ben Vereen en la serie original.
- Tatyana Ali como la Señora Hughes, maestra de Ashley en la preparatoria durante la 2da temporada. Tatyana interpretó a Ashley en la serie original

## Episodios
| Temporada | Temporada | Episodios | Episodios | Emisión original      | Emisión original        |
| Temporada | Temporada | Episodios | Episodios | Primera emisión       | Última emisión          |
| --------- | --------- | --------- | --------- | --------------------- | ----------------------- |
|           | 1         | 10        | 10        | 13 de febrero de 2022 | 31 de marzo de 2022     |
|           | 2         | 10        | 10        | 23 de febrero de 2023 | 27 de abril de 2023     |
|           | 3         | 10        | 10        | 15 de agosto de 2024  | 5 de septiembre de 2024 |

### Temporada 1 (2022)
| N.º en serie | N.º en temp. | Título                              | Dirigido por      | Escrito por                                                | Fecha de emisión original |
| ------------ | ------------ | ----------------------------------- | ----------------- | ---------------------------------------------------------- | ------------------------- |
| 1            | 1            | «Dreams and Nightmares»             | Morgan Cooper     | Morgan Cooper, Malcolm Spellman, TJ Brady y Rasheed Newson | 13 de febrero de 2022     |
| 2            | 2            | «Keep Ya Head Up»                   | Carl Seaton       | JaNeika James y JaSheika James                             | 13 de febrero de 2022     |
| 3            | 3            | «Yamacraw»                          | Nick Copus        | Yolonda Lawrence                                           | 13 de febrero de 2022     |
| 4            | 4            | «Canvass»                           | Dale Stern        | Nicole Delaney y Henry "Hank" Jones                        | 17 de febrero de 2022     |
| 5            | 5            | «PA to LA»                          | Tasha Smith       | Ephraim Salaam y Rasheed Newson                            | 24 de febrero de 2022     |
| 6            | 6            | «The Strength to Smile»             | Aurora Guerrero   | TJ Brady y Paul Eriksen                                    | 3 de marzo de 2022        |
| 7            | 7            | «Payback's a B*tch»                 | Ava Berkofsky     | Carla Banks Waddles                                        | 10 de marzo de 2022       |
| 8            | 8            | «No One Wins When The Family Feuds» | Sylvain White     | JaNeika James y JaSheika James                             | 17 de marzo de 2022       |
| 9            | 9            | «Can't Knock The Hustle»            | Matthew A. Cherry | Malcolm Spellman y Rasheed Newson                          | 24 de marzo de 2022       |
| 10           | 10           | «Where To?»                         | Dale Stern        | Morgan Cooper, TJ Brady y Rasheed Newson                   | 31 de marzo de 2022       |

### Temporada 2 (2023)
| N.º en serie | N.º en temp. | Título                     | Dirigido por    | Escrito por                         | Fecha de emisión original |
| ------------ | ------------ | -------------------------- | --------------- | ----------------------------------- | ------------------------- |
| 11           | 1            | «A Fresh Start»            | Dale Stern      | Carla Banks Waddles                 | 23 de febrero de 2023     |
| 12           | 2            | «Speaking Truth»           | Anton Cropper   | Anthony Sparks                      | 2 de marzo de 2023        |
| 13           | 3            | «Compromised»              | Michael Weaver  | TJ Brady y Rasheed Newson           | 9 de marzo de 2023        |
| 14           | 4            | «Don't Kill My Vibe»       | Dawn Wilkinson  | Ephraim Salaam y Justin Calen-Chenn | 16 de marzo de 2023       |
| 15           | 5            | «Excellence Is Everywhere» | Keesha Sharp    | Tawnya Bhattacharya y Ali Laventhol | 23 de marzo de 2023       |
| 16           | 6            | «Let the Best Man Win»     | Stacey Muhammad | Nambi E. Kelley y Julian Johnson    | 30 de marzo de 2023       |
| 17           | 7            | «Under Pressure»           | John S. Scott   | Anthony Sparks                      | 6 de abril de 2023        |
| 18           | 8            | «Pursuit of Happiness»     | Nick Copus      | Ali Laventhol y Tawnya Bhattacharya | 13 de abril de 2023       |
| 19           | 9            | «Just Like Old Times»      | Tasha Smith     | JaNeika James y JaSheika James      | 20 de abril de 2023       |
| 20           | 10           | «Don't Look Back»          | Dale Stern      | Carla Banks Waddles y Daniela Gaj   | 27 de abril de 2023       |

### Temporada 3 (2024)
| N.º en serie | N.º en temp. | Título                   | Dirigido por      | Escrito por                          | Fecha de emisión original |
| ------------ | ------------ | ------------------------ | ----------------- | ------------------------------------ | ------------------------- |
| 21           | 1            | «Baby, I'm Back»         | Keesha Sharp      | JaNeika James y JaSheika James       | 15 de agosto de 2024      |
| 22           | 2            | «Pivot»                  | John S. Scott     | Des Moran                            | 15 de agosto de 2024      |
| 23           | 3            | «True Colors»            | Nick Copus        | Carla Banks Waddles y Julian Johnson | 15 de agosto de 2024      |
| 24           | 4            | «Out All Night»          | Nick Copus        | Felicia Pride                        | 22 de agosto de 2024      |
| 25           | 5            | «Getting Personal»       | Keesha Sharp      | Andy Reaser y Ephraim Salaam         | 22 de agosto de 2024      |
| 26           | 6            | «Baggage»                | Morgan Cooper     | Justin Calen-Chenn y Colin Waite     | 22 de agosto de 2024      |
| 27           | 7            | «Black Lotus»            | Mo McRae          | Des Moran y Felicia Pride            | 29 de agosto de 2024      |
| 28           | 8            | «Gimme a Break»          | Rachel Raimist    | Andy Reaser                          | 29 de agosto de 2024      |
| 29           | 9            | «Family Matters»         | Christine Swanson | JaNeika James y JaSheika James       | 5 de septiembre de 2024   |
| 30           | 10           | «Save the Best for Last» | Nick Copus        | Carla Banks Waddles                  | 5 de septiembre de 2024   |

## Producción

### Desarrollo
El 10 de marzo de 2019, Morgan Cooper subió Bel-Air a YouTube. La presentación fue una película de fans, escrita y dirigida por él, en forma de tráiler simulado de una reinvención dramática y actualizada de la comedia televisiva The Fresh Prince of Bel-Air. Will Smith, quien protagonizó la comedia de situación original como una versión ficticia de sí mismo, elogió mucho la película de fans y expresó su interés en expandir el concepto en un reinicio, reuniéndose personalmente con Cooper. El 11 de agosto de 2020, la serie se anunció oficialmente después de estar en proceso durante más de un año. En ese momento, Netflix, HBO Max y Peacock estaban pujando por los derechos de la serie. El 8 de septiembre de 2020, Peacock le dio a la serie un pedido de dos temporadas bajo el título Bel-Air, con la producción de Westbrook Inc. y Universal Television. Smith y Cooper son productores ejecutivos junto a Terence Carter, James Lassiter, Miguel Melendez, Malcolm Spellman, Quincy Jones, Benny Medina, Andy Borowitz y Susan Borowitz. Crown & Conquer llevó a cabo un estreno en línea de la serie el 9 de febrero de 2022. La serie se estrenó en Peacock el 13 de febrero de 2022, con sus primeros tres episodios. El 17 de marzo de 2023, Peacock renovó la serie por una tercera temporada. La tercera temporada se estrenó el 15 de agosto de 2024. El 3 de diciembre de 2024, Peacock renovó la serie para una cuarta y última temporada.

### Casting
En agosto de 2021, Smith sorprendió a Jabari Banks con la noticia de que Banks protagonizaría. En septiembre de 2021, Adrian Holmes, Cassandra Freeman, Olly Sholotan, Coco Jones, Akira Akbar, Jimmy Akingbola, Jordan L. Jones y Simone Joy Jones se unieron al elenco como habituales de la serie. En enero de 2022, Karrueche Tran, Duane Martin, Joe Holt, April Parker Jones, SteVonté Hart, Scottie Thompson y Charlie Hall en papeles recurrentes. En marzo de 2022, se informó que Daphne Maxwell Reid y Vernee Watson-Johnson serán las estrellas invitadas en el episodio 9, que se estrenó el 24 de marzo.

### Rodaje
La fotografía principal estaba programada para realizarse en Los Ángeles y Filadelfia. El 7 de enero de 2022, se informó que la serie tuvo algunas pruebas positivas de COVID-19 en el set, pero la producción no se vio afectada.

## Recepción
En el sitio web del agregador de reseñas Rotten Tomatoes, el 66% de las 47 reseñas de los críticos son positivas, con una calificación promedio de 6.2/10. El consenso del sitio web dice: "Bel-Air reemplaza el buen humor de su predecesor con un tono severo y una mezcla incómoda de realismo, aunque hay signos de que esta reinvención puede convertirse en un nuevo giro". Metacritic, que utiliza un promedio ponderado, asignó una puntuación de 59 sobre 100 basada en 25 críticos, lo que indica "críticas mixtas o promedio".